# Belisana pranburi
Belisana pranburi là một loài nhện trong họ Pholcidae. Loài này được phát hiện ở Thái Lan.